# Simion Toma
Simion Toma (n. 30 august 1936, Mîrzaci, România – d. 11 noiembrie 2016, Chișinău, Republica Moldova) a fost un specialist în domeniul agrochimiei și fiziologiei nutriției minerale a plantelor, care a fost ales ca membru titular al Academiei de Științe a Moldovei.
Între anii 1986-1990 a îndeplinit funcția de vicepreședinte al Academiei de Științe a Moldovei.

## Biografie
S-a născut la 30 august, anul 1936, în satul Mirzaci, azi raionul Orhei. Este de specialitate agronom. Domeniul științific în care s-a afirmat plenar ține de agrochimie și fiziologia nutriției minerale a plantelor. Doctor habilitat în științe agricole (1973), profesor universitar (1985). Membru corespondent (1978) și membru titular (1981) al Academiei de Științe a Moldovei. Studiile: a absolvit Școala Agricolă din s. Cucuruzeni (1950–1954) și Facultatea de Agronomie a Institutului Agricol din Chisinău (1954–1959). După absolvirea facultății a activat în calitate de asistent, lector superior, conferențiar, profesor interimar la Catedra de Agrochimie a acestei instituții de învățământ superior (1959–1973), apoi ca director și șef de laborator al Filialei Chișinău a Institutului Central de Deservire Agrochimica din U.R.S.S. (1973–1978), director al Institutului de Fiziologie a Plantelor al A.S.M. (1978–2005). Deține importante funcții în cadrul A.S.M.: academician coordonator al Secției de Științe Biologice (1980–1986), vicepreședinte al A.S.M. (1986–1990), academician coordonator al Secției de Științe Agricole a A.S.M. (din 2005).
Este fondatorul școlii științifice în domeniul microelementelor ca vectori ai proceselor biologice din Republica Moldova. A efectuat cercetări fundamentale în domeniul microelementelor ca vectori ai proceselor biologice, evidențiind legitățile distribuirii microelementelor (Mn, B, Zn, Cu s.a.) în sol, plante, ceea ce a permis elaborarea cartogramelor conținutului diferitelor fracții (totale, mobile, hidrosolubile) în solurile din republică. Împreună cu colaboratorii institutului, a precizat rolul microelementelor în formarea rezistenței, productivității plantelor și calității producției agricole, a elaborat strategii, procedee și tehnologii de aplicare a microelementelor aparte și concomitent cu macroîngrășămintele și substanțele biologic active. Investigațiile complexe au permis trasarea căilor de valorificare a microelementelor în fitotehnie, viticultură și pomicultură. Au fost determinate cauzele apariției clorozei edafice și căile de tratare a viței-de-vie de această boala fiziologică, metode incluse în regulamentul tehnologic aplicat pe larg în agricultură. În ultimii ani, este preocupat și de stabilirea căilor de atenuare a consecințelor acțiunii factorilor climatici nefavorabili asupra plantelor cultivate.

## Activitatea științifică
Activitatea științifică este reflectată în cele 680 de lucrări, între care se impun monografiile: Микроэлементы в полеводстве Молдавии (1973); Содержание микроэлементов в кормах и водоисточниках Молдавской ССР (1976, în colab.); Микроэлементы и урожай (1979, în colab.); Микроэлементы и урожай подсолнечника (1981); Бесподстилочный навоз под зерновые культуры (1982, în colab.); Fiziologia plantelor de cultura (vol. 1–4, 1999–2000, în colab.). Este deținător a 44 de brevete de invenție, președinte al Consiliului științific de conferire a gradelor științifice la specialitatea „Fiziologia plantelor” (1983–2004). A pregătit 30 de doctori și 4 doctori habilitați în științe biologice și agricole. Rezultatele cercetărilor științifice au fost prezentate la numeroase congrese, conferințe și simpozioane (SUA, Franța, Rusia, Grecia, Elvetia, Italia, România, Finlanda, Ucraina, Uzbekistan, Estonia etc.) și menționate cu 29 de medalii la expoziții internaționale și naționale (Budapesta, București, Iași, Geneva, Bruxelles, Moscova, Pittsburgh, Chișinău, Bălți etc.). Predă cursurile „Agrochimia” și „Fiziologia plantelor” la Universitatea Agrară (1973–1983) și la Universitatea de Stat din Moldova (din 1975).

## Titluri onorifice
Este membru titular al Academiei Naționale de Științe Ecologice, membru titular al Academiei Internaționale de Științe Ecologice și Securitate a Vieții cu sediul la Sankt-Petersburg, membru al Societătii Europene de Fiziologie a Plantelor, membru al Societății de Fiziologie Vegetală din Federația Rusă, președinte al Societății de Fiziologie și Biochimie Vegetală din Republica Moldova, redactor-șef al revistei Știința agricolă.
A fost distins cu titlul de „Om emerit”, decorat cu Ordinul „Drapelul Rosu de Muncă”, cu 2 ordine „Insigna de Onoare”, cu Medalia „Academicianul N. I. Vavilov”, cu Medalia de Aur „Henri Coanda” (România) și cu Medalia de Aur OMPI (Geneva). Este laureat al Premiului „Academicianul D. N. Preanisnikov”, al Premiului Academiei Române, al Premiului Academiei de Științe a Moldovei, al Premiului Președinților Academiilor din Ucraina, Belarus și Moldova. Doctor honoris causa al Universității agrare din Moldova